# 美國第九航空隊
第九航空队（英語：Ninth Air Force）是美国空军空战司令部下属的一个编号航空队，指揮部位于南卡罗来纳州的肖空军基地。